# Bahnhof Schwebda

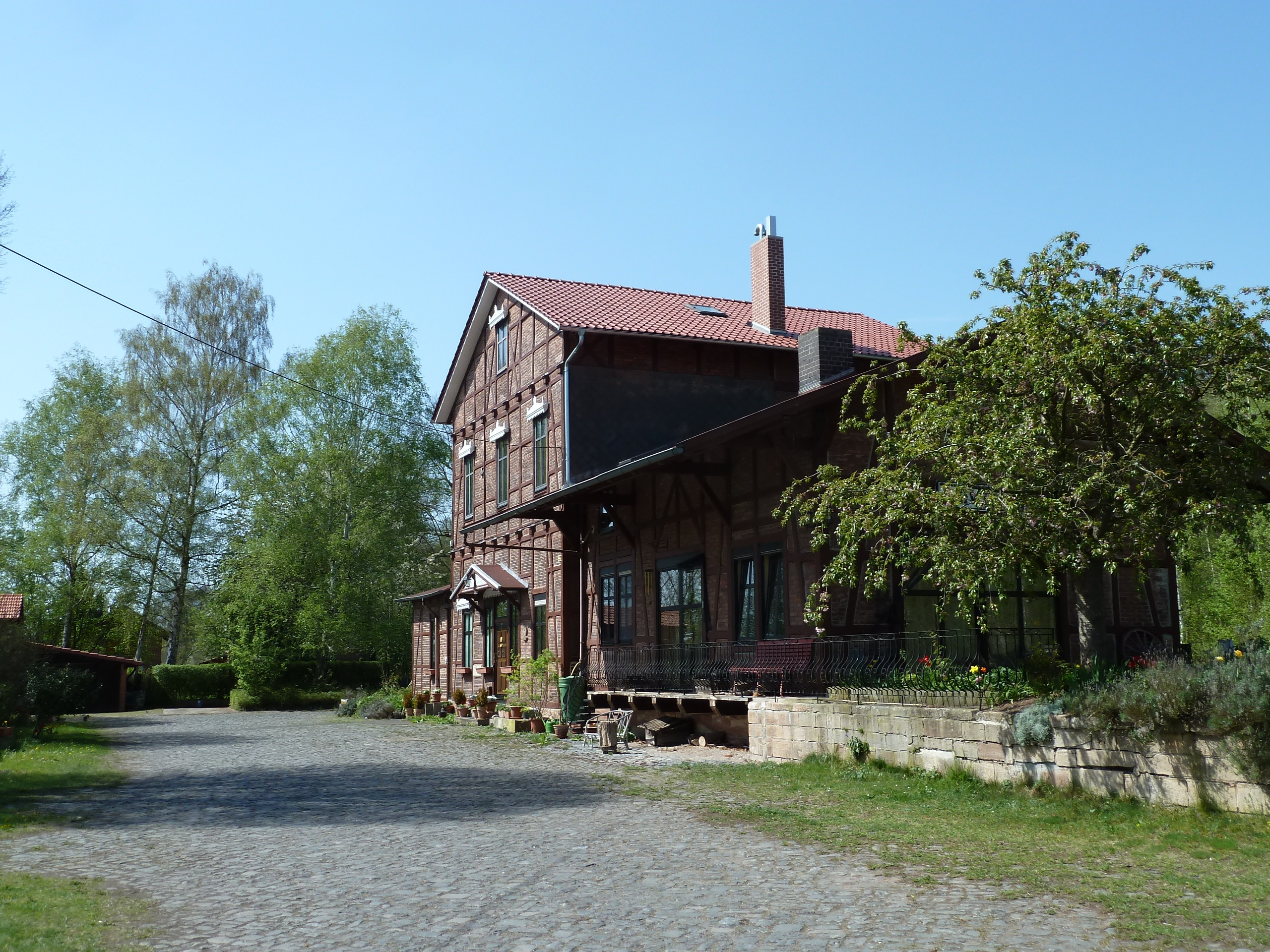
Ehemalige Straßenseite

Der Bahnhof Schwebda war ein Verzweigungsbahnhof in Schwebda (heute Teil der Gemeinde Meinhard) an der Bahnstrecke Leinefelde–Treysa (Teil der Kanonenbahn).

## Geschichte
Der Bau des Bahnhofes Schwebda begann nach zweijährigen Projektierungsarbeiten im Jahr 1877. Der an Streckenkilometer 41,27, 170 Meter über NN gelegene Bahnhof wurde zusammen mit der Bahnstrecke Leinefelde–Treysa (hier: km 41,27), Teil der „Kanonenbahn“, am 15. Mai 1880 eröffnet. Ein Jahr später wurde das Empfangsgebäude fertiggestellt.
1902 wurde der Bahnhof Schwebda Abzweigbahnhof, als hier die zunächst zum Bahnhof Treffurt und ab 1907 bis zum Bahnhof Wartha bei Eisenach führende Bahnstrecke Schwebda–Wartha in der östlichen Bahnhofseinfahrt eingefädelt wurde. Der erste Zug von Eschwege nach Treffurt passierte am 1. Mai 1902 den Bahnhof Schwebda. 1914 folgte die Anbindung der Bahnstrecke Heiligenstadt–Schwebda. Die Strecke nach Heiligenstadt verlief ebenfalls in östliche Richtung, auf eigenem Gleis, aber parallel zur Kanonenbahn durch den Friedatunnel und weitere drei Kilometer neben dieser, bevor sie kurz vor dem Bahnhof Großtöpfer eine eigene Trasse verfolgte. Mit dieser Strecke wurde am östlichen Bahnhofsende an der Straße nach Kella das Stellwerk »SO« errichtet.
Am 19. Juni 1919 und 15. November 1928 kam es, jeweils durch falsche Weichenstellung an der Ausfahrt in Richtung Eschwege zu Zugunglücken, als jeweils ein Güterzug auf einen stehenden Personenzug auffuhr. Anfang 1945 dienten der Bahnhof und der nahe Friedatunnel als Versteck des Sonderzuges des Reichsverkehrsministers Julius Dorpmüller.
Am 3. April 1945 wurde die Kanonenbahn und die Strecke nach Heiligenstadt östlich vom Bahnhof Schwebda durch Sprengung des Friedaviadukts unterbrochen. Wegen der entstehenden Grenze zwischen den Besatzungszonen und späteren innerdeutschen Grenze blieb die Unterbrechung dauerhaft, ebenso wie auf der Strecke nach Wartha, die zwischen Heldra und Treffurt unterbrochen wurde. Damit verlor der Bahnhof Schwebda schlagartig an Bedeutung. Nach Wiederherstellung der Eisenbahnbrücke über die Werra in Eschwege wurde im August 1946 wieder ein planmäßiger Personenverkehr vom Bahnhof Eschwege über Schwebda und Wanfried bis nach Heldra aufgenommen. Die nicht mehr benötigten Gleise des Bahnhofs wurden zum Abstellen schadhafter Güterwagen genutzt und das Stellwerk 1950 außer Betrieb gesetzt und 1957 abgerissen. Auch wurden einige Weichen und Signale demontiert, nachdem sich durch die Teilung Deutschlands Hoffnungen auf eine baldige Wiederinbetriebnahme der Strecken nach Leinefelde und Heiligenstadt zerschlagen hatten. 1954 hielten werktäglich noch neun Züge in Schwebda auf der Verbindung Bahnhof Eschwege West – Heldra. 1955 wurde der Bahnhof Schwebda in eine unbesetzte Haltestelle umgewandelt. Den nunmehrigen Bedarfshalt nutzten 1959 noch etwa 150 Fahrgäste täglich. Ab dem 16. November 1959 entfielen die Personenzughalte am Bahnhof Schwebda. Der Güterschuppen wurde 1960 an eine Spedition verpachtet und die Gebäude des Bahnhofs 1970 an eine Privatperson verkauft. Zwischenzeitlich waren im Bahnhofsgelände neben Schadwaggons auch zur Verschrottung vorgesehene Dampflokomotiven abgestellt.
1980 wurde der noch bestehende Personenverkehr nach Wanfried eingestellt und Schwebda somit nicht mehr von Reisezügen bedient. 1981 wurde die Bahnhofsgaststätte geschlossen und das Gelände erneut verkauft. Zum 31. Dezember 1995 endete auch der Güterverkehr auf der Strecke und es folgte 1998–2002 der Rückbau der Gleisanlagen.

## Infrastruktur
Das Empfangsgebäude des Bahnhofs wurde 1881 fertig gestellt. Es liegt südlich der Gleise und ist ein spätklassizistischer, ursprünglich schiefergedeckter Typenbau (Fachwerk) gefüllt mit Mauerziegeln. Das Gebäude ist ein Kulturdenkmal aufgrund des Hessischen Denkmalschutzgesetzes.
Der Bahnhof verfügte in seiner maximalen Ausdehnung über drei Bahnsteige (einen für jede Strecke), ein Abstell-, ein Verkehrs- und ein Ladegleis, welches den Güterschuppen und die Laderampe bediente. Neben dem Bahnhofsgebäude und dem Güterschuppen war ein Abortgebäude, ein Wohnhaus für die Bahnbediensteten und an der Südseite des gepflasterten Bahnhofsvorplatzes eine Gastwirtschaft vorhanden.